# 9M120 Ataka
El 9M120 Ataka (Ruso: Атака; Ataque) es un misil guiado antitanque (ATGM) originario de la Unión Soviética. El nombre de informe de la OTAN del misil 9M120 es AT-9 Spiral-2. Es la próxima generación importante de la familia 9K114 Shturm (AT-6 Spiral). El misil tiene un sistema de comando por radiocontrol y un sistema de guía por rayo láser SACLOS. La variante principal de este misil fue diseñada para derrotar a los tanques con armadura compuesta y armadura reactiva explosiva. El sistema 9M120 Ataka a menudo se confunde con el sistema 9K121 Vikhr, a pesar de ser diferentes sistemas de armas desarrollados por diferentes compañías. El primero fue diseñado por la oficina de diseño de construcción de máquinas de KBM y fabricado por la planta de Degtyarev. Según el Instituto Internacional de Investigación para la Paz de Estocolmo, Rusia exportó el Ataka ATGM a Irán, Kazajistán y Eslovenia.

## Desarrollo
El misil AT-9 fue desarrollado por la oficina de diseño de ingeniería de Kolomna, ubicada en Kolomna. Esta empresa ya diseñó misiles antitanque anteriores, como los misiles AT-3 "Sagger" y AT-6 "Spiral". El trabajo de diseño comenzó a mediados de la década de 1980. El Ataka ATGM fue diseñado como un modelo sucesor del AT-6 "Spiral", que se introdujo a fines de la década de 1970. El AT-9 es un desarrollo posterior del AT-6. En comparación con su predecesor, el AT-9 es más resistente a las contramedidas electrónicas y tiene una mayor precisión de impacto y un mayor alcance. La ojiva recientemente desarrollada permite un mayor poder de penetración y efectividad contra armaduras reactivas explosivas. Las primeras unidades se entregaron en 1985 a las fuerzas armadas soviéticas.
El misil a menudo se ha confundido en Occidente con el misil guiado de doble propósito 9A4172 Vikhr utilizado en los helicópteros Kamov y los aviones de ataque Sukhoi (así como algunas mejoras ucranianas del Mi-24/35). Estos sistemas no tienen ninguna relación en su diseño y están en competencia feroz. Se han desarrollado y recibido nuevos misiles guiados multifuncionales ligeros con mayor alcance (hasta 15 kilómetros) para helicópteros de ataque rusos basados en los resultados de la operación militar en Siria.

## Descripción

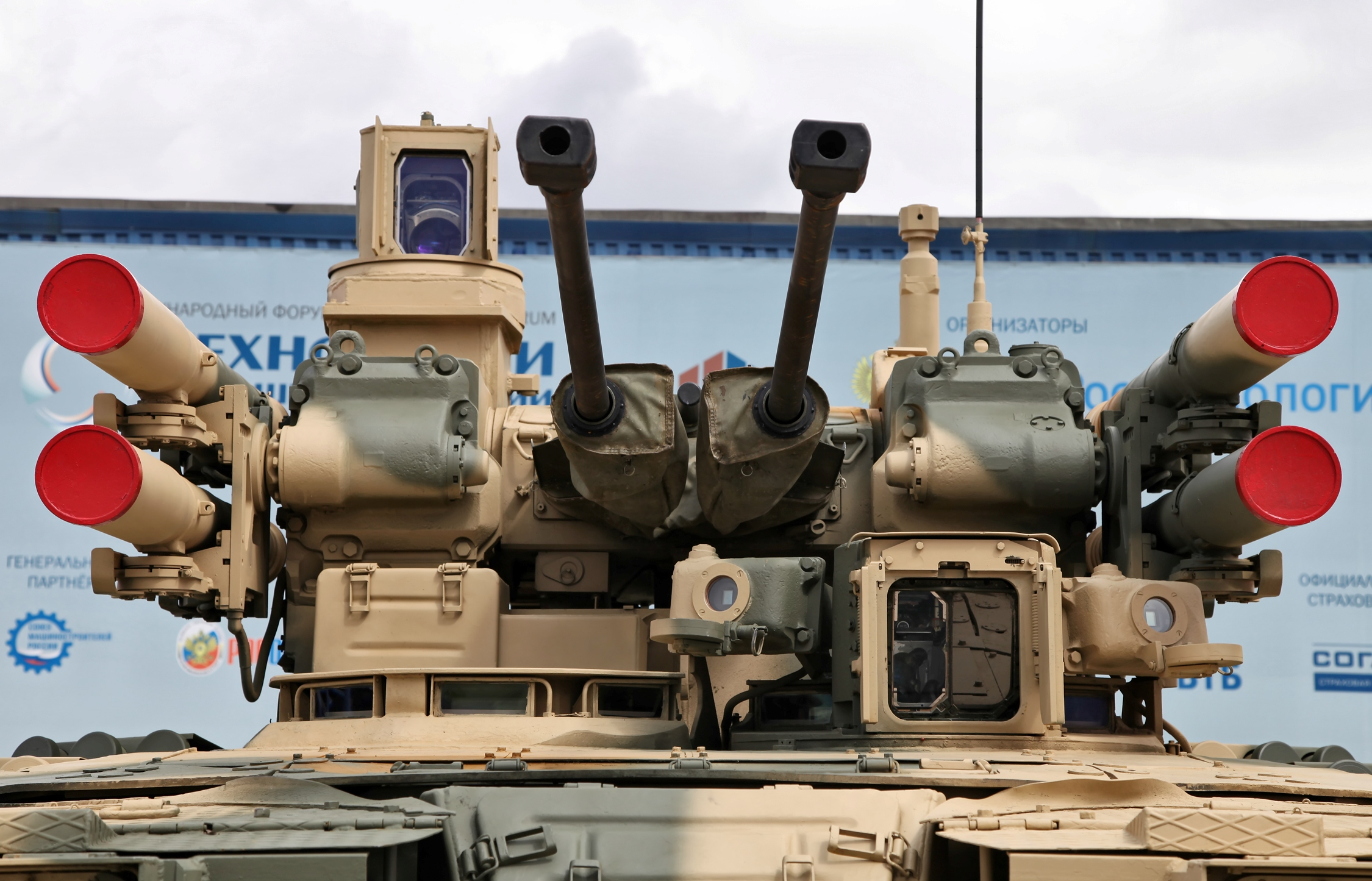
Los armamentos primarios del BMPT incluye cuatro Ataka-T misiles con dos montados en cada lado.

El misil Ataka se almacena en un tubo de plástico reforzado con vidrio, que también actúa como su lanzador. Se informa que el misil es considerablemente más rápido que el 9K114 Shturm, con un alcance más largo que la versión original. Todavía utiliza la guía de comandos de radio, pero el sistema se ha mejorado en comparación con el anterior 9K114 Shturm.
El sistema es transportado por múltiples tipos de helicópteros, incluidos el Mi-28 y el Mi-35. También se ofrece para vehículos terrestres como el BMP-T y el 9P149.
Hay tres misiles principales que son compatibles con el sistema de lanzamiento. El primero es un arma antiblindaje de dos etapas que cuenta con una ojiva en tándem para lidiar con la armadura adicional. La segunda variante del misil, designada como 9M120F, tiene una ojiva termobárica para usar contra posiciones de infantería y búnkeres. La tercera variante del 9M120 Ataka es el 9M220, que cuenta con una ojiva de varilla expansiva fusionada de proximidad, que proporciona al misil capacidad aire-aire contra aviones de vuelo bajo y lento.

## Variantes

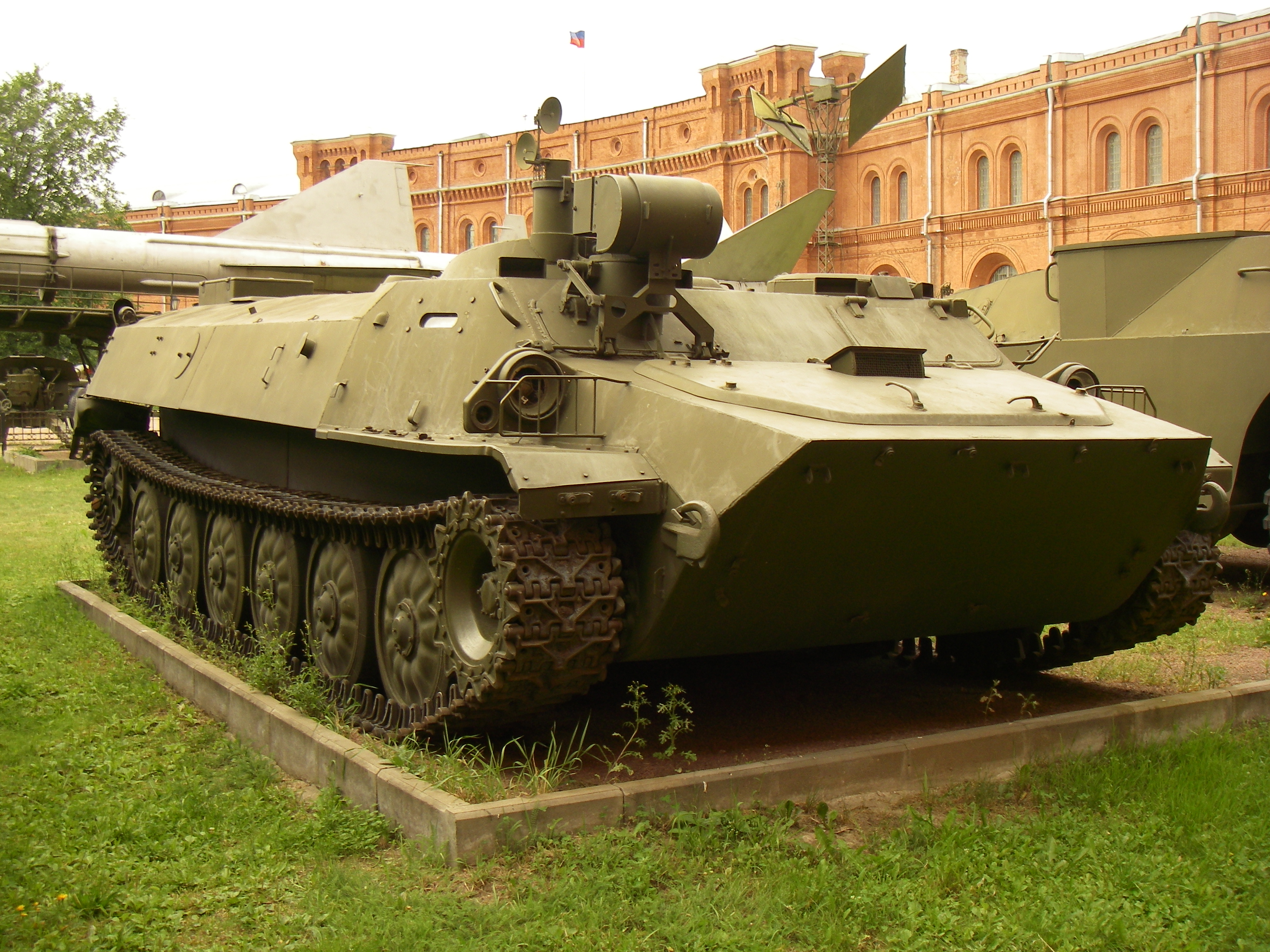
El 9P149 vehículo de combate lleva 12 misiles Ataka.

- 9M120 Ataka "AT-9 Spiral-2" SACLOS misil guía de comando por radio.
  - 9M120 – Esta variante presenta una ojiva HEAT en tándem para derrotar a los vehículos de combate blindados actuales y futuros equipados con ERA.
  - 9M120F – Esta variante usa una ojiva termobárica para un mayor efecto contra edificios, objetivos sin blindaje y búnkeres.
  - 9M220O – Esta variante se incluye con una ojiva de varilla expansiva para usar contra helicópteros. Está equipado con un fusible de proximidad para destruir aviones y detona su ojiva de fragmentación cuando está a menos de cuatro metros del objetivo.
  - 9M120M – Una variante modernizada con un alcance ampliado de 8.000 m. La ojiva mejorada puede penetrar más de 950 mm de RHA después de ERA.
  - 9M120D – Una variante mejorada con un alcance de 10 km.
- 9M120-1 Ataka – Misiles Ataka mejorados utilizados por Ataka-T GWS.[8][9]
- 9M127-1 Ataka-VM - Nueva versión aire-superficie para helicópteros.[10]

## Especificaciones generales

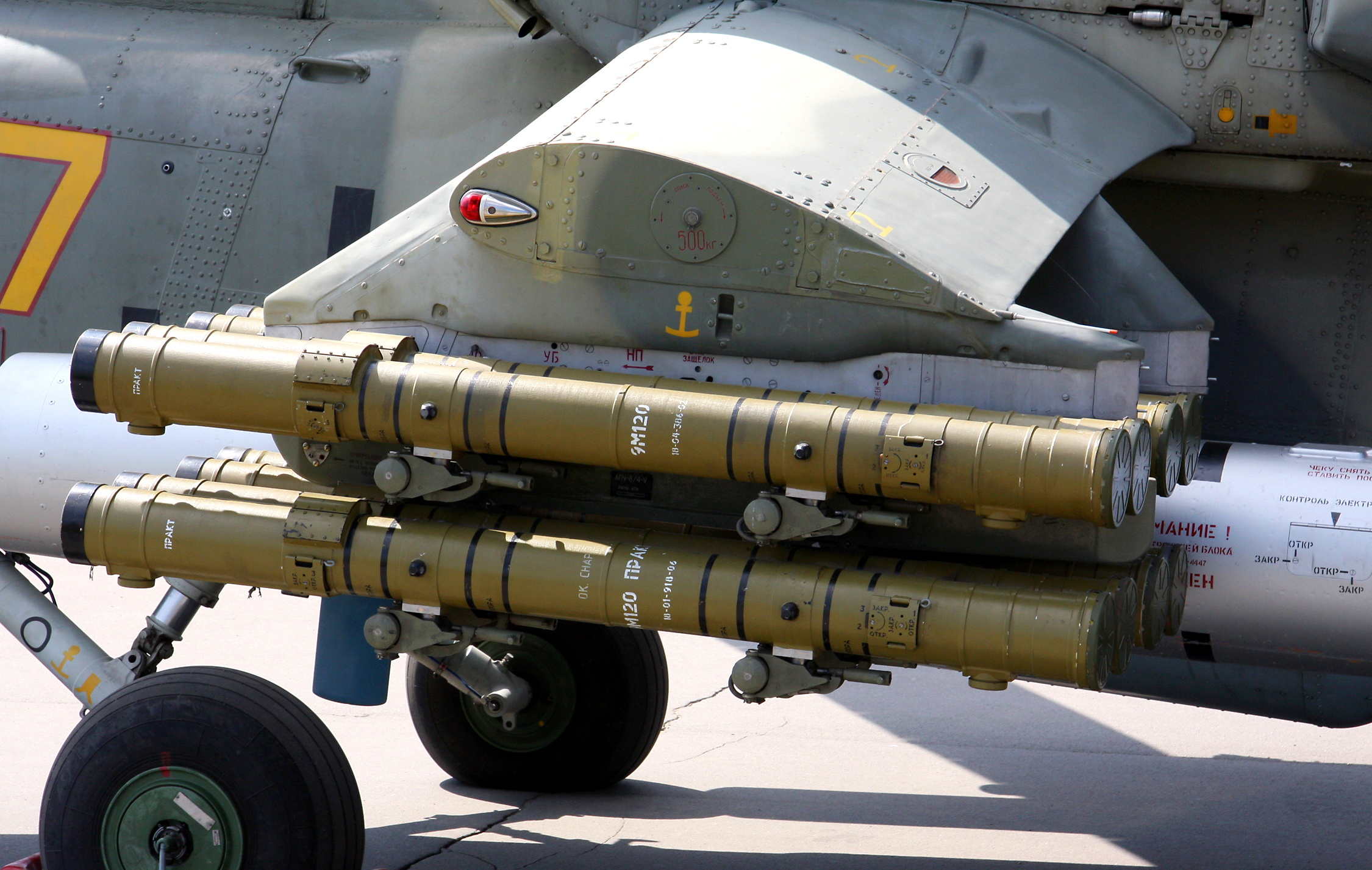
El helicóptero de ataque Mi-28 lleva 16 misiles Ataka para misiones antitanque.

| Señalamiento | Descripción                     | Longitud           | Diámetro         | Envergadura       | Peso del lanzador  | Cabeza armada                                         | Penetración de armadura (RHA)              | Alcance  | Velocidad                             |
| ------------ | ------------------------------- | ------------------ | ---------------- | ----------------- | ------------------ | ----------------------------------------------------- | ------------------------------------------ | -------- | ------------------------------------- |
| 9M120        | Variante original               | 1830 mm (72,0 plg) | 130 mm (5,1 plg) | 360 mm (14,2 plg) | 49,5 kg (109,1 lb) | 7,4 kg (16,3 lb) Tandem HEAT                          | 800 mm (31,5 plg) después del blindaje ERA | 0.4-6 km | 550 m/s (Mach 1.6) 400 m/s (Mach 1.2) |
| 9M120F       | Variante antipersonal           | 1830 mm (72,0 plg) | 130 mm (5,1 plg) | 360 mm (14,2 plg) | 49,5 kg (109,1 lb) | Ojiva termobárica Con 9.5 kg (21 ) equivalente de TNT | N/A                                        | 1-5.8 km | 550 m/s (Mach 1.6) 400 m/s (Mach 1.2) |
| 9M220O       | Variante antiaérea              | 1830 mm (72,0 plg) | 130 mm (5,1 plg) | 360 mm (14,2 plg) | 49,5 kg (109,1 lb) | Espoleta de proximidad                                | N/A                                        | 0.4-7 km | 550 m/s (Mach 1.6) 400 m/s (Mach 1.2) |
| 9M120M       | Variante antitanque modernizada | 1830 mm (72,0 plg) | 130 mm (5,1 plg) | 360 mm (14,2 plg) | 49,5 kg (109,1 lb) | 7,4 kg (16,3 lb) Tandem HEAT                          | 950 mm (37,4 plg) después del blindaje ERA | 0.8-8 km | 550 m/s (Mach 1.6) 400 m/s (Mach 1.2) |

## Operadores

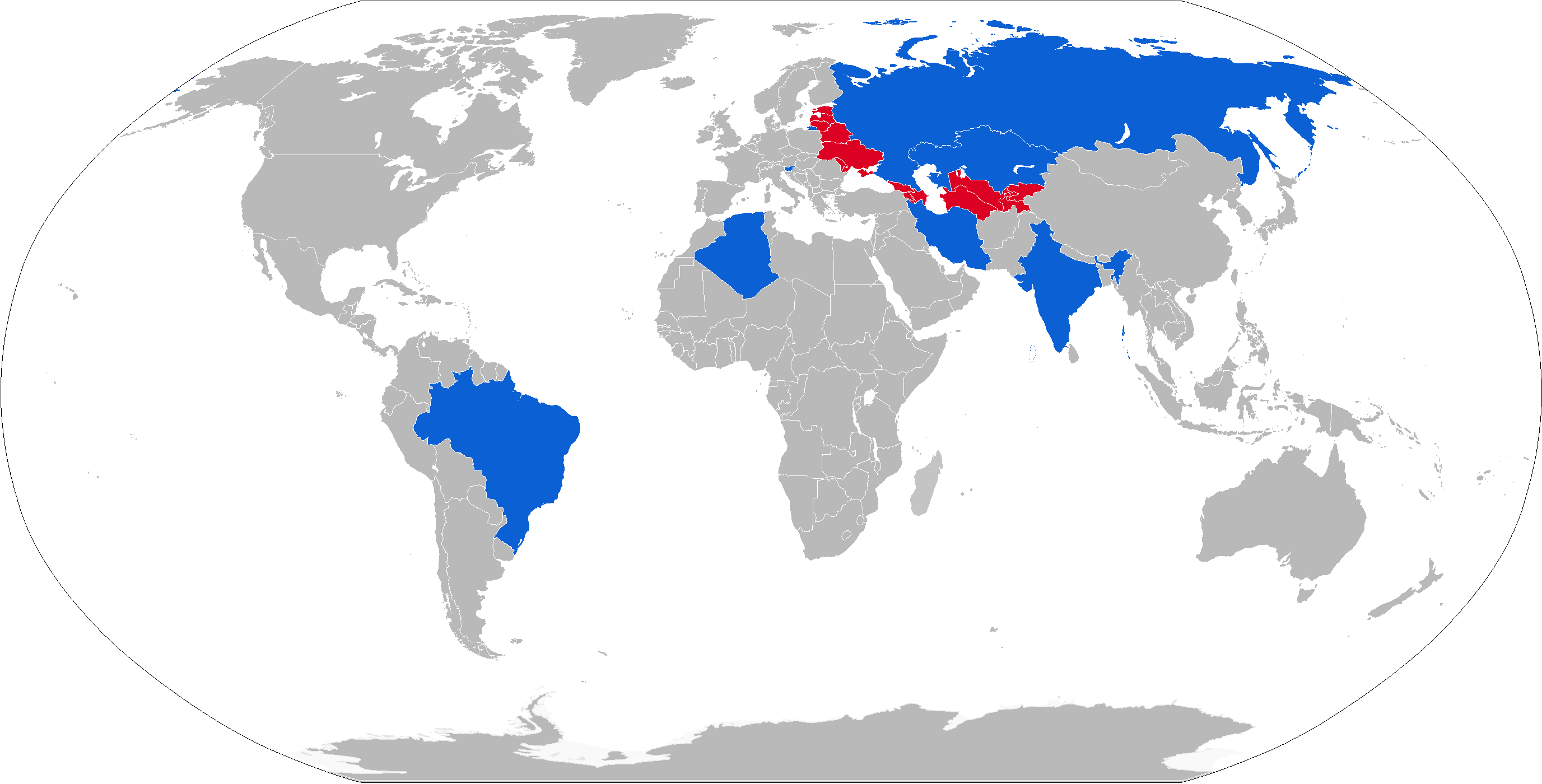
Mapa que muestra a los operadores del 9M120, en azul los actuales y en rojo los antiguos

### Operadores actuales
Egipto
- Fuerza Aérea Egipcia - utilizado en los helicópteros Ka-52 y Mi-24/35

 Argelia
- Fuerza Aérea Argelina – utilizado en helicópteros Mi-24MKIII[11] y Mil Mi-28.[12]
- Fuerzas de Tierra argelina – utilizados en BMPT Terminator .

 Bielorrusia
- Fuerzas Armadas de Bielorrusia –[13]

  Brasil
- Fuerza Aérea Brasileña – utilizado en helicópteros Mil Mi-35.

 India
- Fuerza Aérea India - utilizado en helicópteros Mil Mi-35.

 Indonesia
- Ejército indonesio – Utilizado en el Helicóptero de Ataque Mi-35P.

 Irán
- Fuerza Aérea de la República Islámica de Irán – En 1999 se ordenaron 500 misiles AT-6 Spiral para el Mi-171Sh. La entrega comenzó en 2000 y terminó en 2003 con algunos de estos misiles posiblemente AT-9 Spiral-2.

 Kazajistán
- Fuerzas Armadas de la República de Kazajistán – En 2010 se encargaron 120 misiles para el vehículo de apoyo de los tanques BMP-T. En 2011 se entregaron 40.

 Rusia
- Fuerzas Armadas de Rusia – Operado en una amplia gama de vehículos que van desde helicópteros hasta vehículos ATGM.

 Serbia
 Eslovenia
- Fuerzas Armadas de Eslovenia – Se ordenaron seis lanzadores en 2009 y se montaron en el barco patrullero "Triglav" el año siguiente.

 Venezuela
- Aviación del Ejército Bolivariano utilizados en los helicópteros Mil Mi-35M2.

### Operadores posibles
Corea del Norte

### Operadores anteriores
Unión Soviética – Pasado a los estados sucesores.